# Сын полка

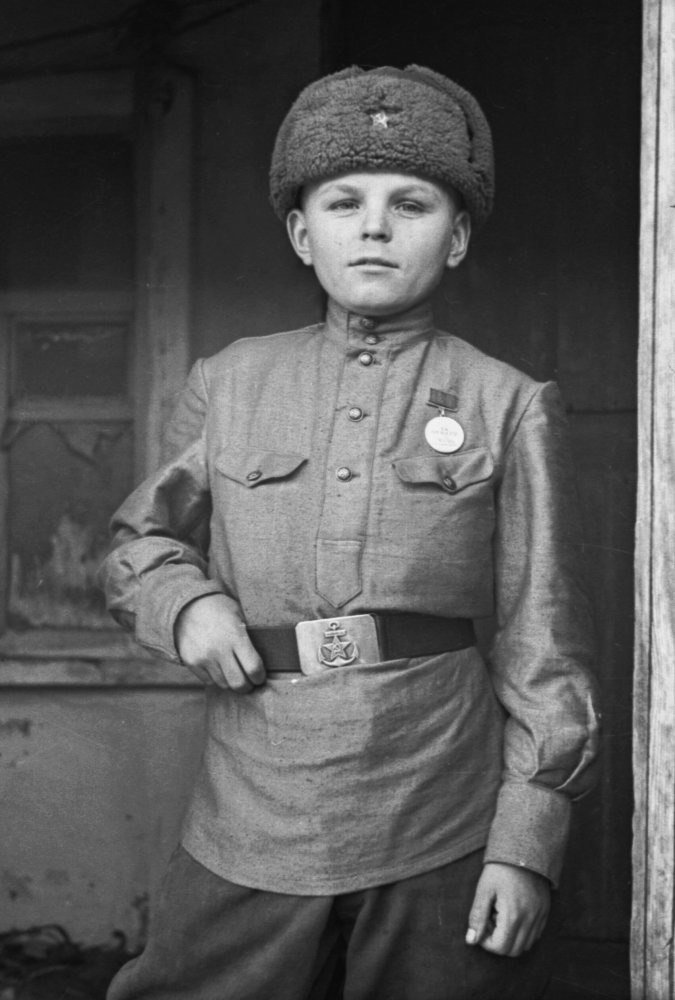
Женя Серёгин, 14 лет, награждён медалью «За отвагу». 1943 год, фото Сергея Струнникова.

Юра Жданко, 12 лет, награждён медалью «За отвагу». Лето 1943 года

Сын полка (дочь полка) — ребёнок, взятый на попечение воинской частью.
Сын (дочь) полка может быть зачислен в списочный состав воинского подразделения и поставлен там на все виды довольствия или же такие дети «…содержались в действующей армии за счёт основного состава, и сведения о них, как правило, не отражались в учётной документации». Термин получил широкое распространение в СССР в годы Великой Отечественной войны.

## Происхождение термина
По одной из версий, выражение «сын полка» появилось в русском языке задолго до Великой Отечественной войны и по всей вероятности, связано с названием комической оперы итальянского композитора Гаэтано Доницетти «Дочь полка» (1840 год.). Кроме того, позднее Редьярд Киплинг написал рассказ «Дочь полка». Во время Великой Отечественной войны термин получил распространение, по-видимому, после выхода в свет в 1945 году повести «Сын полка» В. П. Катаева. До этого применялось название «воспитанник».

## История

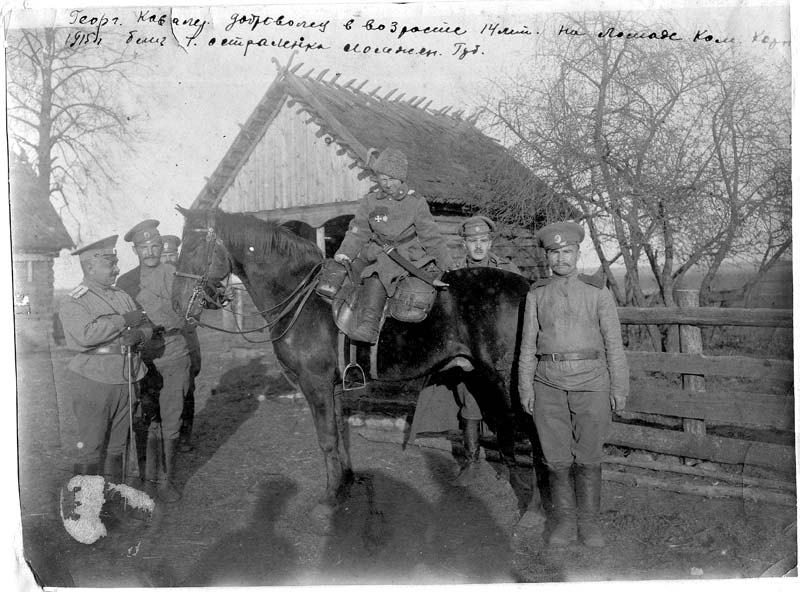
14-летний кавалер Георгиевского креста, Ломжинская губерния Царства Польского. 1915 год. Из фонда Новосибирского областного краеведческого музея.

Подобная традиция существовала в русской армии с давних времен. В России ещё в XVIII веке, в каждой воинской части был один, по меньшей мере, юный барабанщик, а на каждом корабле — несовершеннолетний гардемарин.

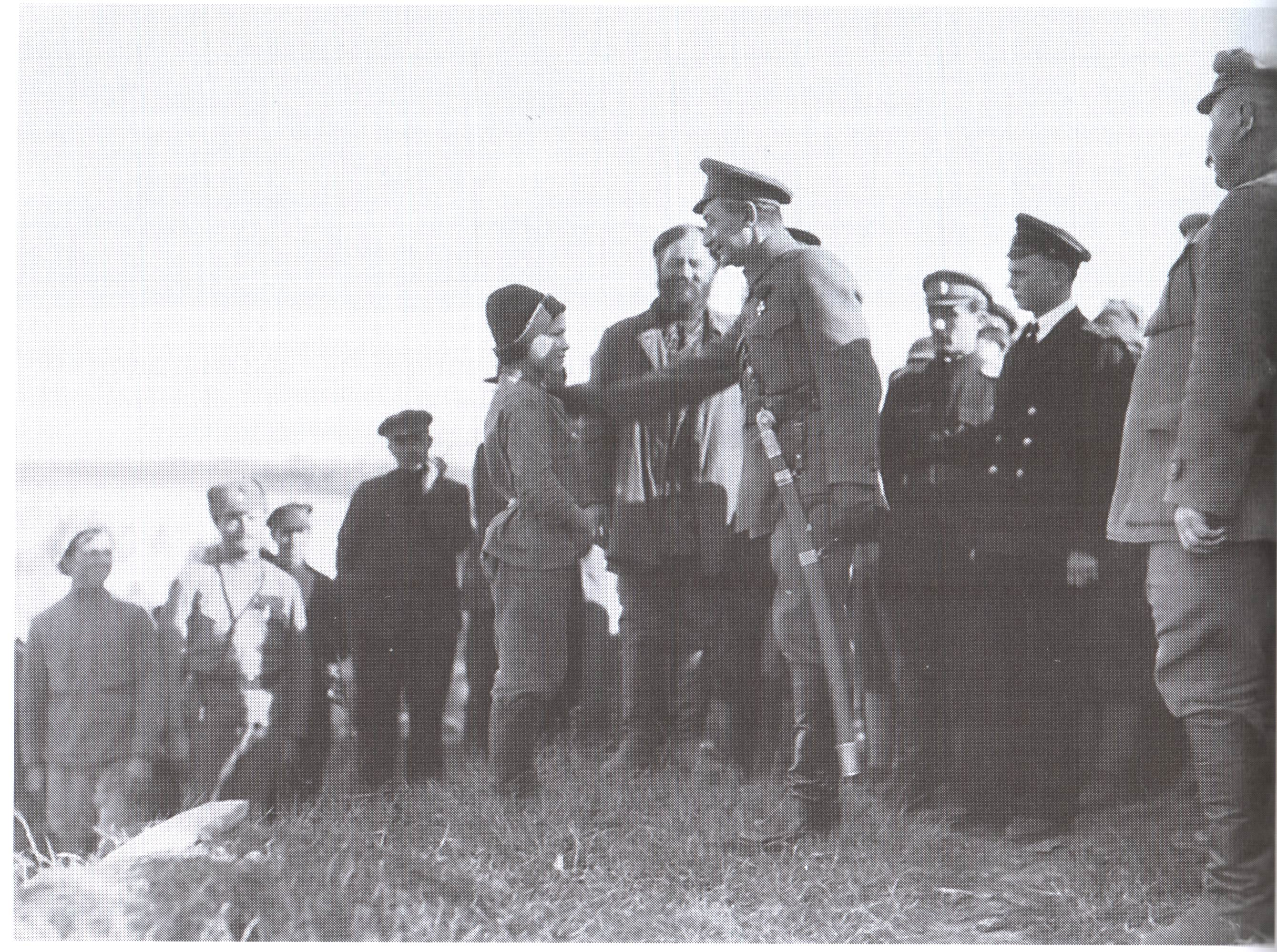
Верховный главнокомандующий Русской армией адмирал А. В. Колчак во время поездки на фронт с сыном полка. 1919 год.

Известно, что в годы 1-й мировой войны в некоторых русских частях также были свои воспитанники.
С марта 1930 года подразделения Военизированной охраны путей сообщения НКПС СССР осуществляли задержание и санитарную обработку беспризорных детей, передвигающихся по железным дорогам, обеспечивали их питанием и культурным досугом. В штат Военизированной охраны входили педагоги-воспитатели, осуществляющие свою деятельность в вагонах или комнатах-приемниках. По инициативе стрелков и командиров при казармах подразделений охраны из беспризорных создавались отдельные группы и с помощью работников народного просвещения их обучали различным профессиям. Почти в каждом подразделении были свои воспитанники. Им выдавали форменную одежду, принимали на все виды довольствия, они посещали вместе со стрелками занятия и выполняли посильную работу. Даже после того, как детские приемники на транспорте были упразднены, юные стрелки оставались в подразделениях охраны, служили в них до начала Великой Отечественной войны. Известно немало случаев, когда юные стрелки находились в подразделениях охраны до призывного возраста, уходили служить в армию и снова приходили работать в охрану уже настоящими стрелками и командирами.
Новый виток развития институт «сынов полка» получил с началом Великой Отечественной войны. В регулярных частях РККА пополнение в рядах юных воинов появлялось тремя путями. Во-первых, бойцы воинских подразделений подбирали детей, оставшихся без попечения родителей в ходе боевых действий. Это могли быть как сироты, так и просто потерявшиеся дети. Во-вторых, в советских частях нередко были случаи, когда родители, занимающие командные должности, один или оба, проходя службу в подразделении, привозили на передовую детей, полагая, что так для ребёнка будет безопасней, нежели в тылу. В-третьих, пополнение происходило и за счёт детей, убежавших из тыла на фронт и удачно добравшихся до передовой.
На флоте те же самые дети именовались юнгами.
Дети, которые вели боевые действия в составе партизанских отрядов, а также были задействованы в подпольной деятельности, строго говоря, воспитанниками воинской части не являлись, поскольку не находились на обеспечении воинской части или же находились на обеспечении партизанского отряда, который по ряду причин не может рассматриваться как часть регулярной армии.
По данным Центрального архива Министерства обороны Российской Федерации, во время Великой Отечественной войны было 3500 юных фронтовиков в возрасте до шестнадцати лет. В это число не вошли юные герои подполья и партизанских отрядов. Очевидно, что цифра занижена, поскольку нередко командиры не афишировали наличие у себя в подразделении ребёнка.
Дети оставались в регулярной части с разрешения командира подразделения, нередко втайне от вышестоящего командования. Юный солдат мог остаться в части и с разрешения лиц командного состава, которые вносили его в список части и ставили на довольствие. В этом случае ребёнку выдавалось обмундирование; могло быть выдано и личное оружие.
Большинство из сыновей и дочерей полка выполняли различные хозяйственные функции в подразделении. Однако немало среди них принимали непосредственное участие в боевых действиях: юные разведчики, пехотинцы, танкисты, юнги и даже 14-летний лётчик Аркадий Каманин.

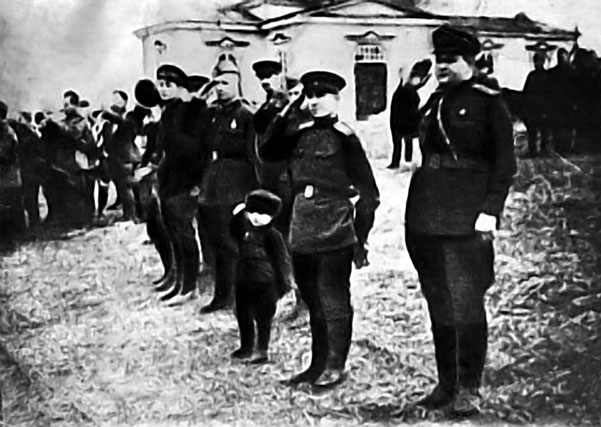
Сергей Алешков во время церемонии награждения

В действующей армии служили и «дочери полка», так, например, на 3-м Украинском фронте служила юная санитарка Вера Белякова, десяти лет от роду, воевала 14-летняя пулемётчица Маша Щербак, спасла от взрыва госпиталь в Бернау 13-летняя санитарка Валя Таран, начавшая свою службу в 10-летнем возрасте в Керчи.
Многие юные солдаты были награждены орденами и медалями. Самым юным сыном полка, награждённым боевой наградой, стал, вероятно шестилетний Сергей Алешков, воспитанник 142-го гвардейского стрелкового полка 47-й гвардейской стрелковой дивизии. 8 сентября 1942 года он был подобран полком в Ульяновском районе тогда Орловской области. По некоторым данным, под Сталинградом он спас командира, под обстрелом позвав на помощь и приняв участие в откапывании заваленного блиндажа с командиром полка и несколькими офицерами. 18 ноября 1942 года был ранен. Приказом № 013 от 26 апреля 1943 года был награждён медалью «За боевые заслуги». В соответствии с этим приказом награждён за то, что «своей жизнерадостностью…вселял бодрость и уверенность в победе».
Имели место случаи, когда в советских частях сыновьями полка становились польские, словацкие и даже немецкие дети. Имеются также и примеры и обратных ситуаций: так в 2009 году в Германии вышла книга воспоминаний Алекса Васильева «Дитя войны из России». Книга повествует о том, как деревенский мальчик с Новгородчины стал сыном немецкого полка. Вместе с полком он прошёл всю войну, затем оказался у американских властей, а потом на всю жизнь остался в ФРГ.. Немецким артиллерийским полком, стоявшим в 1942 году в 20 километрах от Демянска, был «усыновлён» Саша Хорев, который был полностью экипирован, одет в немецкое обмундирование, имел солдатскую книжку, получал продовольственную карточку и табачный паёк. Более того, он даже съездил в отпуск в Германию с одним из унтер-офицеров полка.
Начиная с ноября 1943 года несовершеннолетних планово начали отзывать из действующей армии, многих из них отправили на учёбу в суворовские и нахимовские училища. Однако немало сынов полка продолжило свою службу в действующей армии и дошли со своими частями до Берлина.

## Международный правовой статус

Корейский сирота, усыновлённый американским автомобильным батальоном (1951 год)

На сегодняшний момент, в соответствии со статьёй 14 Женевской конвенции 1949 года дети в возрасте до 15 лет должны быть ограждены от действий войны, и исходя из этого, можно сделать вывод, что такие дети не должны принимать участия в боевых действиях.

## Современность
Во время вооруженного конфликта в Чеченской Республике сироты, родители которых были убиты, жили в расположении воинских частей, в том числе принимая участие в отражении вооруженных нападений.
В современной России возрождение института воспитанников воинских частей началось в конце 1990-х годов, когда по негласному приказу министра обороны маршала Игоря Сергеева было рекомендовано более активно помогать мальчишкам, оставшимся без родителей. Неофициально воспитанников начали брать ещё в 1995 году. Так, в воинских частях появились сыны полка и более того, в ряде частей появились целые детские подразделения.
С 1999 года зачисление воспитанников в воинские части приобрело легальный статус. В соответствии с частью 3 статьи 24 Федерального закона от 24 июня 1999 года № 120-ФЗ «Об основах системы профилактики безнадзорности и правонарушений несовершеннолетних» дети-сироты и дети, оставшихся без попечения родителей, могут заноситься в списки воинских частей в качестве воспитанников с согласия указанных несовершеннолетних, а также с согласия органов опеки и попечительства. Порядок такого зачисления определяется «Положением о зачислении несовершеннолетних граждан Российской Федерации в качестве воспитанников в воинские части и обеспечении их необходимыми видами довольствия», утверждённым постановлением Правительства России от 14.02.2000 № 124. Воспитанниками могут быть дети-сироты и дети, оставшиеся без попечения родителей, мужского пола в возрасте от 14 до 16 лет, являющиеся гражданами Российской Федерации. Они обеспечиваются всеми необходимыми видами довольствия, а также им выплачивается ежемесячное денежное содержание в размере оклада по воинской должности по 1-му тарифному разряду, установленному для военнослужащих, проходящих военную службу по призыву, и ежемесячное пособие в размере указанного оклада.
19 мая 2001 года увидел свет приказ Министра обороны России № 235 «О мерах по выполнению в Вооруженных Силах Российской Федерации постановлений Правительства Российской Федерации от 14 февраля 2000 г. № 124 и от 21 сентября 2000 г. № 745», которым установлен перечень соединений и частей, куда разрешено принимать воспитанников и установлено предельное количество воспитанников в части — 8 человек.

## Известные лица — сыны (дочери) полка и юнги
- Агапкин, Василий Иванович — в конце XIX века воспитанник 308-го Астраханского батальона, впоследствии композитор, автор марша «Прощание славянки».
- Алёшков, Сергей Андреевич — самый юный участник Сталинградской битвы, сын 142-го гвардейского стрелкового полка 47-й гвардейской стрелковой дивизии.
- Быстрицкая, Элина Авраамовна — во время войны работала в госпитале. Удостоена звания «Сын полка».
- Гречихин, Павел Кириллович — с марта по ноябрь 1943 года сын полка 1008-го истребительно-противотанкового артиллерийского полка, впоследствии старшина милиции, «самый честный милиционер России», которому установлен памятник в Белгороде[20].
- Жданко, Юрий Иванович — воспитанник моторазведывательной роты 332-й стрелковой дивизии.
- Иванов, Виктор Петрович — воспитанник 577-го гаубичного артиллерийского полка, ординарец комиссара полка, впоследствии капитан 1-го ранга, известный детский писатель, член Союза писателей России.
- Вера Иванова, в возрасте 8 лет за своевременное оказание медицинской помощи раненым награждённая медалью.
- М. К. Кексгольмская, во время Русско-турецкой войны была случайно найдена и подобрана русским солдатом рядом с умирающей матерью, и в дальнейшем удочерена Кексгольмским гренадерским полком.
- Кузнецов, Евгений Андреевич — в 1942—1943 годах воспитанник зенитной батареи, впоследствии генерал-лейтенант, первый генерал среди выпускников суворовских училищ, член Союза художников СССР.
- Макаренко, Михаил Янович — советский коллекционер, галерист и предприниматель, активно участвовавший в диссидентском движении.
- Макушева, Светлана Павловна — воспитанница штаба 4-й воздушной армии, с 14 лет (1941—1944) — участник боевых действий. После войны — преподаватель английского языка в Львовском университете, доцент, кандидат филологических наук, начальник кафедры Черноморского Высшего военно-морского ордена Красной Звезды училища им. П. С. Нахимова в Севастополе[21].
- Петраш, Юрий Григорьевич — советский и российский исламовед.
- Пикуль, Валентин Саввич — юнга Северного флота, впоследствии известный писатель.
- Раков, Исаак Платонович, (Иван Солнцев) — воспитанник 8-го гвардейского артиллерийского полка, возможный прототип Вани Солнцева из повести «Сын полка» В. П. Катаева[22].
- Эфраим Севела (Ефим Евелевич Драбкин) — в годы Великой Отечественной войны служил в составе противотанковой артиллерийской бригады, впоследствии писатель, сценарист и кинорежиссёр.
- Смирнов, Юрий Павлович — с 14 лет в составе 292-го Кировоградского миномётного полка. За время участия в боевых операциях награждён медалью «За отвагу» и другими медалями СССР. Дошёл до Вены. После войны — почётный гражданин г. Заполярного, Мастер спорта СССР по греко-римской борьбе, старший геолог сверхглубокой скважины СГ-3 в г. Заполярном, Мурманской области, доктор геолого-минералогических наук, действительный член Нью-Йоркской Академии наук (1996), член-корреспондент РАЕН (1997)[23].
- Суржиков, Иван Николаевич — в годы Великой Отечественной войны в 13-летнем возрасте воевал в составе 105-го стрелкового полка 94-й стрелковой дивизии 65-й армии, награждён орденом Красной Звезды, медалью «За боевые заслуги». Во время боёв на Курской дуге его песни любили слушать генерал 65-й армии П.И. Батов, командующий войсками Центрального фронта К.К. Рокоссовский, который для Суржикова был «крёстным отцом», а солдаты дали ему прозвище «Курский соловей». Принимал участие в боях на территориях Белоруссии, Прибалтики. Впоследствии певец, Заслуженный артист РСФСР[24].
- Топчиян, Марлен Еновкович — служил в аэродромных частях, впоследствии профессор, доктор физико-математических наук, ведущий научный сотрудник ИГиЛ.

## В кинематографе

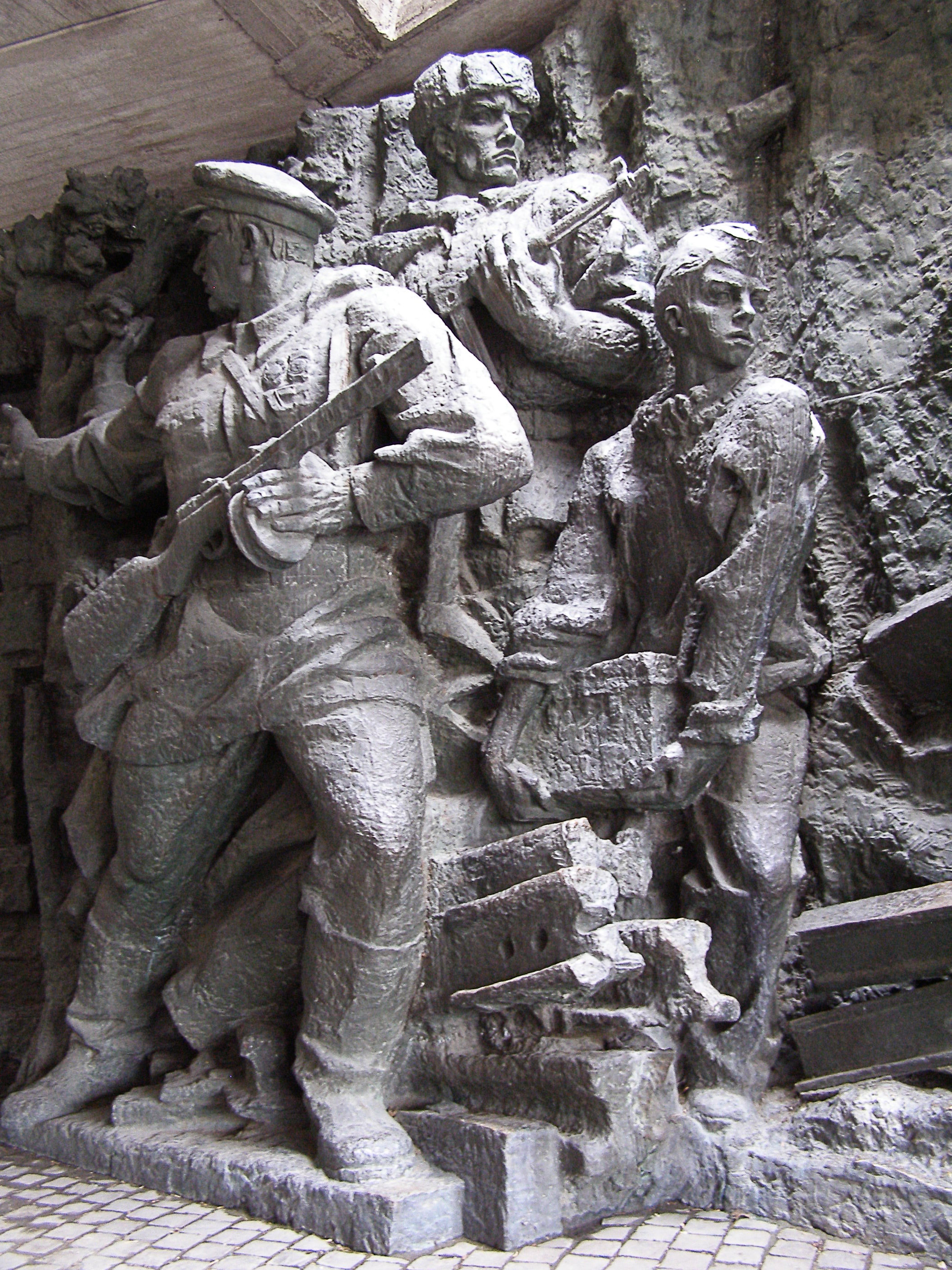
Часть скульптурной композиции «Героические партизаны» (Музей истории Украины во Второй мировой войне, г. Киев)

Малолетние французские барабанщики фигурируют во время атаки французов при изображении битвы при Ватерлоо в художественном фильме Сергея Бондарчука «Ватерлоо».
В фильме «В небе „Ночные ведьмы“» лётчицы спасают мальчика Федора Павлова, который становится сыном полка.
Двухсерийный фильм «Сын полка» по одноименному произведению В. Катаева снят на Свердловской киностудии в 1981 году. По сюжету, летом 1943 группа разведчиков артиллерийского дивизиона во время рейда по вражескому тылу натыкается на 12-летнего мальчишку. Разведчиков потрясает его совершенно дикий вид (грязный, оборванный, злой и голодный) — настоящий «волчонок», — скитается он по лесам вот уже около двух лет, питается, чем придется и всё время прячется. Разведчики забирают его с собой, а командование принимает решение отправить мальчика в тыл. По пути в город он сбегает, но потом снова возвращается к разведчикам.
Фильм «Солдатик» 2019 года.

## Скульптура
Юный партизан изображён на скульптурной композиции «Героические партизаны» (Музей истории Украины во Второй мировой войне, г. Киев).